# Dominique Ehrhard
Dominique Ehrhard (* 5. März 1958 in Mulhouse, Frankreich) ist ein französischer Spieleautor, bildender Künstler sowie Autor von Kinder- und Jugendbüchern. Ehrhard lebt in der zentralfranzösischen Universitätsstadt Orléans.
Das Spiel Condottiere erhielt 1995 den französischen Spielepreis Super As d’Or. Das beim Verlag Gigamic erschienene Spiel Marrakech erhielt den französischen Spielepreis As d’Or Jeu de l’Année 2008. Dieses Spiel ist in Deutschland beim Zoch Verlag als Suleika erschienen, wurde für das Spiel des Jahres 2008 nominiert und wurde Spiel der Spiele 2008.

## Auszeichnungen
- Spiel des Jahres
  - Condottiere: Auswahlliste 1995
  - Suleika: nominiert 2008
  - Lascaux: Empfehlungsliste 2008
- Deutscher Spiele Preis
  - Serenissima: 6. Platz 1997
- Spiel der Spiele
  - Suleika: Hauptpreis 2008
- à la carte Kartenspielpreis
  - Condottiere: 10. Platz 1995
- As d’Or Jeu de l’Année
  - Condottiere 1995
  - Marrakech (Suleika) 2008

## Belege
1. ↑  Biographies des auteurs de jeux : Dominique Ehrhard (Memento des Originals vom 20. Oktober 2014 im Internet Archive)  Info: Der Archivlink wurde automatisch eingesetzt und noch nicht geprüft. Bitte prüfe Original- und Archivlink gemäß Anleitung und entferne dann diesen Hinweis., Centre National du Jeu, abgerufen am 20. Oktober 2014 (französisch)

| Personendaten    | Personendaten                                                                           |
| ---------------- | --------------------------------------------------------------------------------------- |
| NAME             | Ehrhard, Dominique                                                                      |
| KURZBESCHREIBUNG | französischer Spieleautor, bildender Künstler sowie Autor von Kinder- und Jugendbüchern |
| GEBURTSDATUM     | 5. März 1958                                                                            |
| GEBURTSORT       | Mulhouse, Frankreich                                                                    |